# Во-су-Обіньї
Во-су-Обіньї́ (фр. Vaux-sous-Aubigny) — колишній муніципалітет у Франції, у регіоні Гранд-Ест, департамент Верхня Марна. Населення — 695 осіб (2011).
Муніципалітет був розташований на відстані близько 260 км на південний схід від Парижа, 160 км на південний схід від Шалон-ан-Шампань, 55 км на південь від Шомона.

## Історія
До 2015 року муніципалітет перебував у складі регіону Шампань-Арденни. Від 1 січня 2016 року належав до нового об'єднаного регіону Гранд-Ест.
1 січня 2016 року Во-су-Обіньї, Монсожон i Протуа було об'єднано в новий муніципалітет Ле-Монсожонне.

## Демографія
Динаміка населення (INSEE ):
Розподіл населення за віком та статтю (2006):
| Стать | Всього | До 15 років | 15-24 | 25-44 | 45-64 | 65-85 | Понад 85 |
| --- | ------ | ----------- | ----- | ----- | ----- | ----- | -------- |
| Чоловіки | 316    | 88          | 24    | 96    | 68    | 36    | 4        |
| Жінки | 340    | 40          | 60    | 112   | 60    | 68    | 0        |
| \| Статево-вікова піраміда \| Статево-вікова піраміда \| Статево-вікова піраміда \| \| ----------------------- \| ----------------------- \| ----------------------- \| \| Чоловіки \| Вік \| Жінки \| \| 4 \| 85 + \| 0 \| \| 8 \| 80-84 \| 8 \| \| 8 \| 75-79 \| 8 \| \| 4 \| 70-74 \| 24 \| \| 16 \| 65-69 \| 28 \| \| 12 \| 60-64 \| 0 \| \| 12 \| 55-59 \| 16 \| \| 32 \| 50-54 \| 8 \| \| 12 \| 45-49 \| 36 \| \| 36 \| 40-44 \| 48 \| \| 16 \| 35-39 \| 32 \| \| 12 \| 30-34 \| 20 \| \| 32 \| 25-29 \| 12 \| \| 16 \| 20-24 \| 32 \| \| 8 \| 15-20 \| 28 \| \| 36 \| 10-14 \| 16 \| \| 36 \| 5-9 \| 16 \| \| 16 \| 0-4 \| 8 \| |        |             |       |       |       |       |          |
| Статево-вікова піраміда |        |             |       |       |       |       |          |
| Чоловіки | Вік    | Жінки       |       |       |       |       |          |
| 4 | 85 +   | 0           |       |       |       |       |          |
| 8 | 80-84  | 8           |       |       |       |       |          |
| 8 | 75-79  | 8           |       |       |       |       |          |
| 4 | 70-74  | 24          |       |       |       |       |          |
| 16 | 65-69  | 28          |       |       |       |       |          |
| 12 | 60-64  | 0           |       |       |       |       |          |
| 12 | 55-59  | 16          |       |       |       |       |          |
| 32 | 50-54  | 8           |       |       |       |       |          |
| 12 | 45-49  | 36          |       |       |       |       |          |
| 36 | 40-44  | 48          |       |       |       |       |          |
| 16 | 35-39  | 32          |       |       |       |       |          |
| 12 | 30-34  | 20          |       |       |       |       |          |
| 32 | 25-29  | 12          |       |       |       |       |          |
| 16 | 20-24  | 32          |       |       |       |       |          |
| 8 | 15-20  | 28          |       |       |       |       |          |
| 36 | 10-14  | 16          |       |       |       |       |          |
| 36 | 5-9    | 16          |       |       |       |       |          |
| 16 | 0-4    | 8           |       |       |       |       |          |

## Економіка
2010 року серед 462 осіб працездатного віку (15—64 років) 362 були активними, 100 — неактивними (показник активності 78,4%, у 1999 році було 73,3%). З 362 активних мешканців працювало 327 осіб (187 чоловіків та 140 жінок), безробітними було 35 (13 чоловіків та 22 жінки). Серед 100 неактивних 33 особи були учнями чи студентами, 32 — пенсіонерами, 35 були неактивними з інших причин.

У 2010 році в муніципалітеті числилось 300 оподаткованих домогосподарств, у яких проживали 716,0 особи, медіана доходів виносила 17 401 євро на одного особоспоживача